# Lothar Steinbach

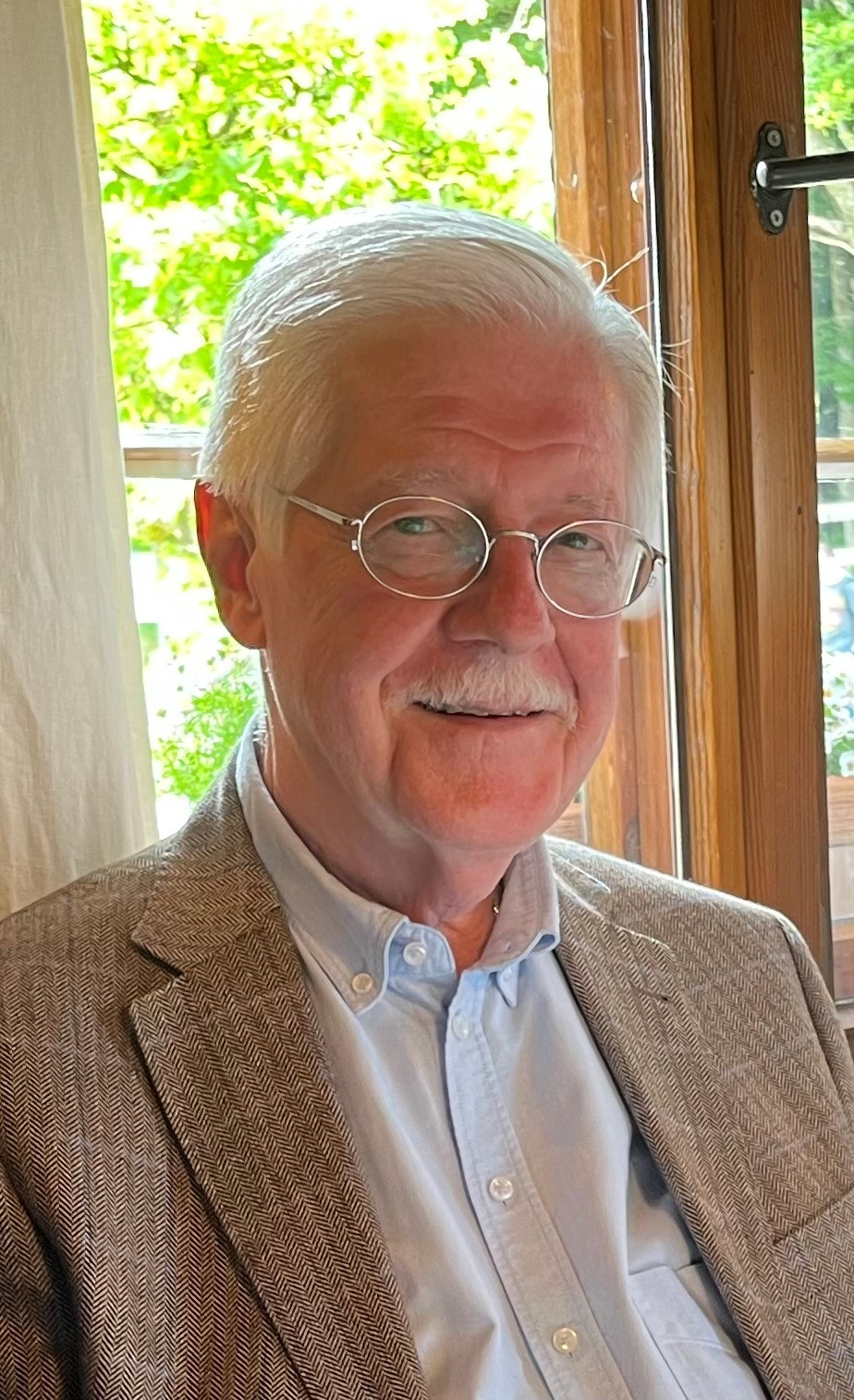
Lothar Steinbach, 2022

Lothar Steinbach (* 7. Juni 1937 in Mannheim) ist ein deutscher Historiker und ehemaliger Dozent an der Pädagogischen Hochschule Heidelberg.

## Leben
Lothar Steinbach wurde 1937 in Mannheim geboren. Seine frühen Kindheitsjahre verbrachte er in einem kleinen Dorf im badischen Kraichgau. Er war der zweite Sohn des örtlichen Volksschullehrers Hermann Steinbach. Sein Vater wurde 1939 zur Wehrmacht eingezogen und galt ab 1943 als in Russland vermisst. Seine Mutter war Emmy Steinbach, eine Tochter des Bildhauers Otto Dursy aus Ludwigshafen am Rhein. Sie traf 1949 die Entscheidung, mit ihren beiden Söhnen in das kriegszerstörte Mannheim zu ziehen, um ihnen den Besuch eines Gymnasiums ermöglichen. 1956 legte Lothar Steinbach am Mannheimer Friedrich-List-Gymnasium das Abitur ab.
Steinbach studierte von 1956 bis 1964 Philosophie, Geschichte und Anglistik an mehreren Universitäten. Zunächst war er drei Semester lang an der Ruprecht-Karls-Universität Heidelberg als Adlatus des jüdischen Philosophen Karl Löwith tätig. 1958 wechselte er für sechs Semester an die Freie Universität Berlin, bevor er sein Studium von 1961 bis 1964 an der Albert-Ludwigs-Universität Freiburg fortsetzte.
Von 1967 bis 1972 arbeitete Steinbach als Geschichts- und Englischlehrer am Walter-Eucken-Gymnasium sowie an der Staudinger Gesamtschule in Freiburg im Breisgau. Parallel zu seiner Berufstätigkeit begann er 1967 seine von den Historikern Erich Hassinger und Andreas Hillgruber betreute Dissertation über Revision oder Erfüllung. Der Versailler Vertrag als Faktor der deutsch-britischen diplomatischen Beziehungen 1920–1921, die er am 8. Mai 1970 abschloss und die 1972 veröffentlicht wurde.
1973 wurde Steinbach als Dozent für Geschichtsdidaktik an die Pädagogische Hochschule Heidelberg berufen und 1974 zum Professor ernannt. In seinen didaktischen Beiträgen betonte Steinbach die Bedeutung der Sozialgeschichte im Unterricht sowie die Verwendung von Quellen zur Lernmotivation von Schülern bei zeitgeschichtlichen Themen. Auf einer Didaktikertagung in Göttingen 1973 argumentierte Gerhard Schneider, dass Steinbachs theoretische Überlegungen zur Quellenverwendung einen neuen didaktischen Ansatz erforderten. Schneider vertrat die Ansicht, dass die Quellenverwendung im Geschichtsunterricht im Kontext grundsätzlicher methodischer Fragen, wie beispielsweise der Oral History, betrachtet werden müsse.
Steinbach widmete sich in seiner weiteren Laufbahn den Erkenntnissen der Sozialisationsforschung und der pädagogischen Psychologie. Er war Mitbegründer der Zeitschrift Geschichtsdidaktik.
Seit 2000 ist Lothar Steinbach Emeritus. Er lebt heute in Potsdam.

## Werk
Bereits 1978 wurde Lothar Steinbach Mitglied der britischen Oral History Society unter der Leitung von Paul Thompson. 1980 veröffentlichte er seinen Beitrag Lebenslauf, Sozialisation und erinnerte Geschichte in Lutz Niethammers Publikation Lebenslauf und kollektives Gedächtnis. Steinbachs Schwerpunkt in Lehre und Forschung lag im Bereich der Biographieforschung, wobei er Oral-History-Methoden einsetzte. In seinem wissenschaftlichen Ansatz wurde Subjektivität zum Schlüsselbegriff. Dennoch vertrat er die Ansicht, dass jedes subjektive Narrativ trotz seiner Authentizität einer hermeneutischen Analyse und kritischen Interpretation unterzogen werden müsse.
Steinbach präsentierte seine Forschungen zum Verhältnis zwischen subjektivem Geschichtserleben und kollektivem Geschichtsbewusstsein auf verschiedenen internationalen Konferenzen. Dazu gehörten Vorträge in Aix-en-Provence (Vortrag: „Réminiscences de douze ans de national-socialisme“, 15. Sept. 1982) über Erinnerungen an zwölf Jahre Nationalsozialismus und in Oxford (Vortrag: „Patterns of socialisation and education of the population of the industrial town of Mannheim between 1900 and the early twenties“, 1985) über Sozialisations- und Bildungsmuster der Bevölkerung Mannheims zwischen 1900 und den frühen 1920er Jahren. Mit seinen Beiträgen beteiligte er sich an den teilweise kontroversen Debatten unter Fachkollegen über die wissenschaftliche Validität der Oral-History-Methode.
In den frühen 1980er Jahren erhielt Steinbach, gefördert durch die Stiftung Volkswagenwerk und das Kulturdezernat der Stadt Mannheim, eine Freistellung von seinen Hochschulverpflichtungen. Dies ermöglichte ihm die Durchführung eines umfangreichen Forschungsprojekts zur Sozialgeschichte Mannheims. Aus diesem Projekt entstanden die Publikationen Ein Volk, ein Reich, ein Glaube? (1983, Neuauflage 1995) und Mannheim. Erinnerungen aus einem halben Jahrhundert (1984). Im Rahmen dieser Studie führte Steinbach 148 Interviews mit Zeitzeugen, vorwiegend aus dem Raum Mannheim, die zwischen 1882 und 1930 geboren wurden. Diese Gespräche wurden auf Tonträgern archiviert.
Steinbachs umfangreiches empirisches Werk wurde vollständig in Mannheim archiviert. Im September 2020 und 2021 übergab er dem Marchivum als Vorlass die verbliebenen Zelluloidbänder und Tonaufzeichnungen zur Digitalisierung. Zusätzlich überließ er einen umfangreichen Bestand an schriftlichen, gegenständlichen und fotografischen Materialien aus dem Privatbesitz der inzwischen verstorbenen Gesprächsteilnehmer.
Seit Dezember 2022 sind Erinnerungen von Zeitzeugen aus Steinbachs vor vier Jahrzehnten durchgeführtem Projekt in die Dauerausstellung „Was hat das mit mir zu tun?“ zum Nationalsozialismus in Mannheim im MARCHIVUM integriert. Diese individuellen „Lebensbilder“ tragen zur Darstellung der Sozialgeschichte Mannheims bei. Besucher haben beispielsweise die Möglichkeit, die Stimme von Karl Eichhorn, geboren 1882 als Sohn eines Eisengießers und einer Fabrikarbeiterin aus Mannheim-Neckarvorstadt, per Knopfdruck zu hören. Das Gespräch zwischen dem damals 97-jährigen Eichhorn und dem Historiker Steinbach wurde so für die Nachwelt bewahrt.
Aus Steinbachs Interesse an „erinnerter Geschichte“ und subjektiven Bewusstseinsgeschichten entstand sein zweites Forschungsprojekt, dessen Ergebnisse 2006 in dem Buch Bevor der Westen war: ein deutsch-deutscher Geschichtsdialog veröffentlicht wurden. In diesem Werk befasste sich der Historiker mit ostdeutschen Geschichtsvermittlern, die in der DDR gemäß den Vorgaben der Partei und dem offiziellen Geschichtslehrbuch sozialistischer Geschichtsdeutung verpflichtet waren und nach 1989 ihre Rolle im DDR-Erziehungssystem reflektieren mussten.
In seiner Rezension zu Steinbachs Buch Wissen und Gewissen wählte Andreas Mix den Untertitel „Lothar Steinbachs Bilanz seines Berufslebens“. Dieses Werk Steinbachs kann nach Auffassung des Rezensenten durchaus als eine Bilanzierung seiner langjährigen biografiegeschichtlichen Recherchen gelten. Hervorzuheben ist in dieser Untersuchung die Aufklärung über die Ermordung von Tausenden jüdischen Frauen, Männern und Kindern in der lettischen Kleinstadt Rositten (Rēzekne) durch SS-Einsatzkommandos im Juli 1941 im Verlauf des Vorrückens der Panzereinheit IV unter General Hoepner in Richtung Leningrad. Ein ehemaliger Wehrmachtspfarrer hatte dem „Interviewer“ Steinbach bereits 1981 im Gespräch gestanden, dass er Augenzeuge eines Pogroms an Juden gewesen war. Durch Einsichtnahme von Quellen aus den Beständen der Zentralen Stelle der Landesjustizverwaltungen in Ludwigsburg (ZSL/Bundesarchiv) ist es Steinbach 2004 gelungen, aus den Ermittlungsakten zwei Täter der SS-Einsatzgruppe ausfindig zu machen, die nach dem Krieg untergetaucht und vor der Strafjustiz ihre Beteiligung an den Morden in Rositten geleugnet hatten. Besondere Unterstützung erhielt Steinbach bei seinen Nachforschungen über die deutschen Verbrechen an Juden in Lettland durch den Begründer und ehemaligen Leiter des Jüdischen Museums in Riga, Margers Vestermanis. Ihm verdankt Steinbach auch biografische Niederschriften von Überlebenden des Holocaust, unter anderem die Erinnerungen des Jakov Israelit, der unversehrt blieb in der Stadt Rēzekne in der Zeit von 1941–1944 (veröffentlicht in: Wissen und Gewissen, S. 225–233).

## Schriften (Auswahl)
- Britische Außenpolitik in der Ära Lloyd George. In: Neue Politische Literatur, Jg. 14 (1969), S. 534–546.
- Zur Theorie der Quellenverwendung im Geschichtsunterricht. Ein Beitrag zu einer Didaktik in sozialisationstheoretischer Absicht. In: Gerhard Schneider (Hrsg.): Die Quelle im Geschichtsunterricht. Auer, Donauwörth 1975, ISBN 3-403-00569-0, S. 59–113.
- Der Pauperismus in Großbritannien in der ersten Hälfte des 19. Jahrhunderts. Eine didaktische Fallstudie. In: Gerhard Schneider (Hrsg.): Die Quelle im Geschichtsunterricht. Auer, Donauwörth 1975, S. 181–259.
- Der Beitrag der Sozialisationsforschung zur Geschichtsdidaktik. In: Geschichtsdidaktik. Probleme – Projekte – Perspektiven, Jg. 1 (1996), Heft 1, S. 30–39.
- Didaktik der Sozialgeschichte. Eine Fallstudie zum Thema: Arbeiter, Schule und Sozialdemokratie im Wilhelminischen Deutschland (= Anmerkungen und Argumente zur historischen und politischen Bildung, Band 14). Klett Verlag, Stuttgart 1976, ISBN 3-12-927050-7.
- New Approaches to the Study and Teaching of History in West Germany. In: Teaching History, October 1977, No. 19, S. 15–18.
- Psychologie und Geschichtsdidaktik. Ein Simulationsspiel im Sachunterricht der Primarstufe als Testfall. In: Geschichtsdidaktik, Jg. 2 (1977), Heft 2, S. 124–141.
- Lebenslauf, Sozialisation und „erinnerte Geschichte“. In: Lutz Niethammer (Hrsg.): Lebenserfahrung und kollektives Gedächtnis. Die Praxis der Oral History. Syndikat, Frankfurt am Main 1980, ISBN 3-8108-0142-9, S. 291–323.
- Erinnerungen an die Neckarvorstadt aus einem halben Jahrhundert. In: Festschrift zum 75-jährigen Jubiläum der Lutherkirche, Mannheim 1981, S. 22–45.
- Ein Volk, ein Reich, ein Glaube? Ehemalige Nationalsozialisten und Zeitzeugen berichten über ihr Leben im Dritten Reich. J.H.W. Dietz Nachf.,  Bonn 1983, ISBN 3-8012-0084-1; Sonderausgabe für die Bundeszentrale für politische Bildung, 1985.
- Mannheim – Erinnerungen aus einem halben Jahrhundert. Sozialgeschichte einer Stadt in Lebensbildern. Konrad Theiss Verlag, Stuttgart 1984, ISBN 3-8062-0410-1.
- Sozialgeschichte, Arbeitergeschichte, erinnerte Geschichte. Anmerkungen zu Erträgen neuerer Oral-History-Forschungen in der deutschsprachigen Historiographie. In: Archiv für Sozialgeschichte, Jg. 28 (1988), S. 541–600.
- Der Einzelne und das Allgemeine. Überlegungen zu unserem Umgang mit Geschichte aus historistischer und sozialpsychologischer Sicht. In: Dagmar Klose, Uwe Uffelmann (Hrsg.): Vergangenheit, Geschichte, Psyche. Ein interdisziplinäres Gespräch (= Forschen – Lehren – Lernen), Bd. 7. Schulz-Kirchner, Idstein 1993, ISBN 3-8248-0207-4, S. 35–57.
- Autobiographische Geschichtserfahrung und Oral History. In: BIOS. Zeitschrift für Biographieforschung und Oral History, Jg. 8 (1995), S. 89–107.
- Auszüge aus Droysens „Historik“. Ein Lektüreangebot für Anfänger und Fortgeschrittene. In: BIOS, Jg. 8 (1995), S. 223–235.
- Der Holocaust und die Erinnerung. In: Jörg Thierfelder, Willi Wölfing (Hrsg.): Für ein neues Miteinander von Juden und Christen. Deutscher Studien Verlag, Weinheim 1996, ISBN 3-89271-676-5, S. 221–249.
- DDR-Historie zwischen Wissenschaftlichkeit und Politik. Anmerkungen zu unterschiedlichen Forschungsansätzen und kontroversen Bewertungen. In: Aus Politik und Zeitgeschichte. Beilage zur Wochenzeitung Das Parlament, B 45/98, 30. Oktober 1998, S. 31–45.
- Wer und was blieb von der DDR-Geschichtswissenschaft? In: Archiv für Sozialgeschichte, Jg. 39 (1999), S. 663–691.
- „Faschistenstrolch“ und „Neufaschist“. Betrachtungen zu einem umstrittenen Gattungsbegriff. In: Ethik und Sozialwissenschaften. Streitforum für Erwägungsliteratur (EuS), Jg. 11 (2000), Heft 2, S. 325–327.
- Bevor der Westen war. Ein deutsch-deutscher Geschichtsdialog. wjs verlag Wolf Jobst Siedler jr., Berlin 2006, ISBN 978-3-937989-22-8.
- Mancherlei Gleichnisse zur deutschen Geschichte 1914–1934. Ein Potsdamer Pastor zwischen Politik und Evangelium. Leipziger Universitätsverlag, Leipzig 2014, ISBN 978-3-86583-912-1.
- Wissen und Gewissen. Anmerkungen eines Historikers zum Umgang mit deutscher Vergangenheit. Leipziger Universitätsverlag, Leipzig 2020, ISBN 978-3-96023-325-1.